# Hadagali, Muddebihal
Hadagali là một làng thuộc tehsil Muddebihal, huyện Bijapur, bang Karnataka, Ấn Độ.